# Lanistes nyssanus
Lanistes nyssanus је пуж из реда Architaenioglossa и фамилије Ampullariidae.

## Угроженост
Ова врста се сматра угроженом.

## Распрострањење
Ареал врсте је ограничен на језеро Малави. 
Малави и Мозамбик су једина позната природна станишта врсте.

## Станиште
Станиште врсте су слатководна подручја.